# Enterprise Content Management
Enterprise Content Management (ECM) är en typ av affärssystem för att hantera mer eller mindre ostrukturerad information inom företag.
Exempel på ECM-lösningar är dokumenthantering, web content management (webbpublicering), collaboration (samverkan/projekt), knowledge management (kunskapshantering), business process management (workflow/BPM), digital assets management (hantering av ljud och bild), records management (ärendehantering, diarieföring), compliance management (legala krav & regelverk), e-mail management, elektronisk arkivering, elektronisk fakturahantering, portal och elearning.